# Lluís Viladrich i Pons
Lluís Viladrich i Pons (Berga, 1957 - 2006) fou un professor i naturalista berguedà. Llicenciat en química per la UB, es dedicà a la docència de ciències naturals i era un gran coneixedor i divulgador de la geologia del Berguedà. Lluís Viladrich és sobretot recordat per la seva tasca investigadora i divulgadora de la geologia del Berguedà, tasca que comença als anys 1980 amb el Col·lectiu Berguedà de Ciències Naturals. Fou el descobridor del jaciment d'icnites de dinosaure de Fumanya.